# Muzieknotatiesoftware
Muzieknotatiesoftware of een muzieknotatieprogramma is software voor het noteren en bewerken van bladmuziek, zoals partituren en partijen.

## Algemeen

### Gebruiksmogelijkheden
De meeste muzieknotatieprogramma's hebben automatismen voor de opmaak, zoals het uitlijnen van de horizontale afstand tussen noten op basis van esthetische aspecten, correcte plaatsing van wijzigingstekens en aanwijzingen voor de muzikale articulatie.
Het afspelen van ingevoerde muziek is ook een gebruikelijke mogelijkheid. Het doel hiervan is om de ingevoerde muziek te controleren. Een klein voorbeeld is toegevoegd aan de eerste afbeelding van dit artikel.

### Ontwikkeling
Bruikbare muzieknotatieprogramma's kwamen veel later tot ontwikkeling dan tekstverwerkers, want de structuur van de muzieknotatie complexer dan tekst. Noten en andere karakters vormen vaak een complexe reeks, en moeten regelmatig tegelijkertijd worden gelezen. Ook zijn er geen algemene regels voor de opmaak van bladmuziek. Bij handmatige notatie werden de karakters geplaatst op basis van overgeleverde ervaring en esthetisch gevoel.

### Twee typen muzieknotatieprogramma's
Veel muzieknotatieprogramma's hebben een grafische gebruikersinterface. Daarbij ziet de gebruiker het eindresultaat van de creatie al op de grafische gebruikersinterface en kan deze bewerken. Voor een kleinere groep muzieknotatieprogramma's maakt de gebruiker een tekstbestand waarin hij de muziek beschrijft met een opmaaktaal. Deze muzieknotatieprogramma's ontleden en vertalen deze tekstbestanden naar bladmuziek en/of geluidsbestanden. Muziek invoeren in een grafische gebruikersomgeving is meer intuïtief dan het beschrijven van de muziek. Daar staat tegenover dat het beschrijven van muziek sneller is.

### Gebruikers
Muzieknotatieprogramma's worden vooral gebruikt door muziekuitgevers, componisten en arrangeurs, maar door toenemende gebruiksvriendelijkheid ook steeds meer door hobbymuzikanten.

## Gangbare gebruiksmogelijkheden

### Invoer
- het invoeren van muzieksymbolen met computertoetsenbord, muis, keypad of via een aangesloten MIDI- of USB-klavier
- het toevoegen van liedteksten en andere teksten

### Bewerken en controleren
- bewerken van de notatie
- het aanpassen van de opmaak
- het gebruik van kleur naast zwart-wit notaties
- het transponeren van muziekdelen
- het automatisch genereren van akkoordsymbolen, vingerzettingen, grepentabellen en dergelijke
- het vervaardigen van individuele partijen uit een partituur
- het kopiëren en verplaatsen van delen van de muziek
- ondersteuning bij het controleren van de ingevoerde muziek
- meerdere partijen in één notenbalk plaatsen

### Importeren en exporteren
- het importeren van grafisch werk en afbeeldingen
- het instellen van de afdrukkwaliteit en het papierformaat
- het afdrukken van de muziek
- het afspelen van de genoteerde muziek
- het exporteren van MIDI-bestanden
- het exporteren van bladmuziek als grafisch werk voor verdere grafische bewerking en vormgeving

## Aanbieders van muzieknotatiesoftware

### Marktaanvoerders
De marktaanvoerders zijn 
Avid Technology met Sibelius en
Steinberg met Dorico. MakeMusic stopte in augustus 2024 met de ontwikkeling en ondersteuning van Finale. 

### Populair
Meer populaire pakketten zijn bijvoorbeeld 
Capella,
Cubase,
Denemo,
Logic Pro,
musicTeX,
Noteworthy Composer,
PriMus,
Scorecloud en
Score Professional.

### Vrij
Voorbeelden van pakketten met vrije software zijn
MuseScore,,
LilyPond en
MC Musiceditor.

### Een beoordeling
Bezoekers van de site slant.co beoordeelden twaalf muzieknotatieprogramma's, onder andere MuseScore, LilyPond, ScoreCloud, Finale, Sibelius en Dorico.

### Voorbeelden
Hieronder staat een aantal malen hetzelfde muziekfragment, steeds opgemaakt met andere muzieknotatiesoftware. De maten 46 en 47 van de Prelude in cis mineur, nr. 2, uit Morceaux de Fantaisie, opus 3, van Rachmaninov vormen het muziekfragment.

Opmaak van professionele muzieknotatiesoftware
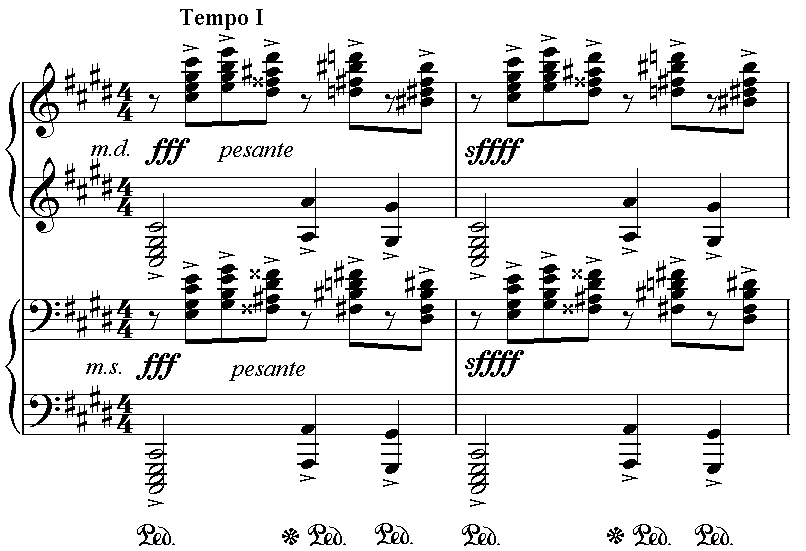
Sibelius
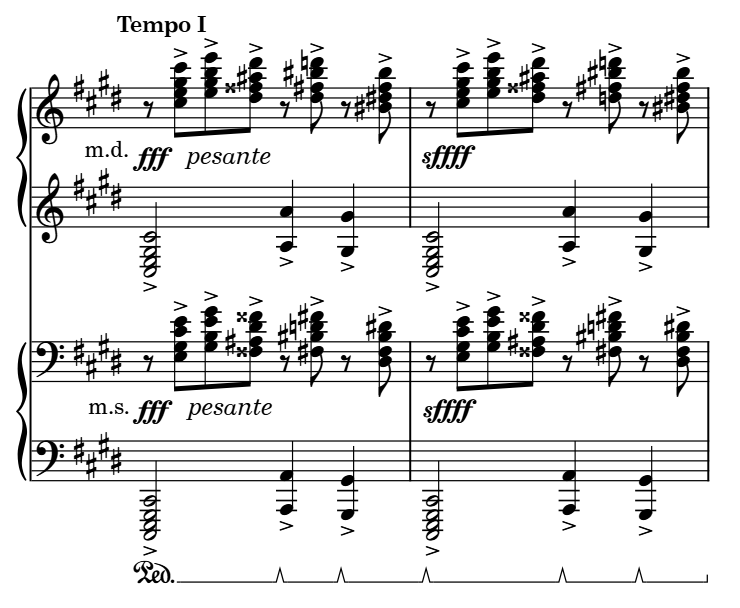
Dorico

Opmaak van populaire muzieknotatiesoftware
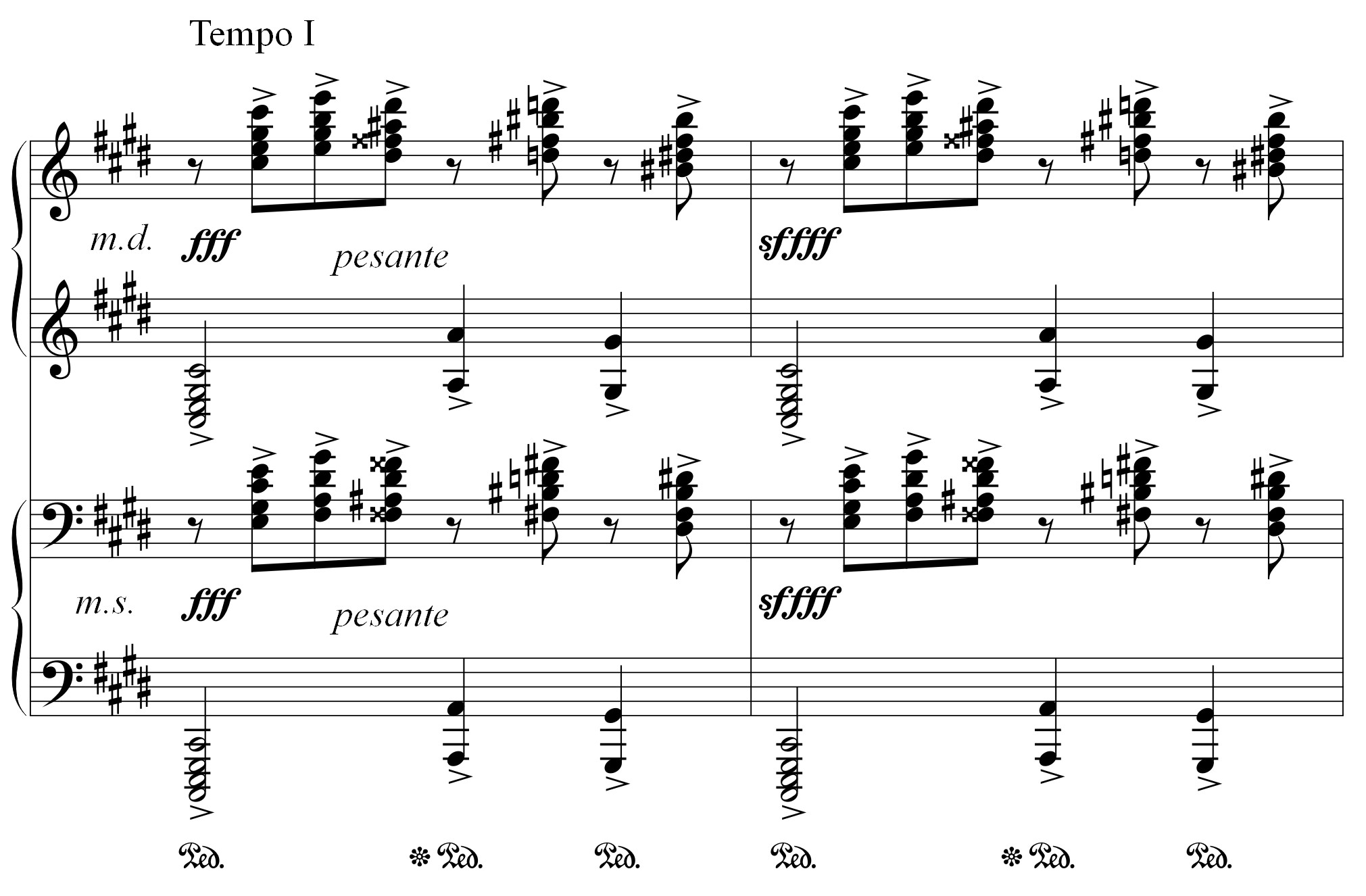
Capella
PriMus
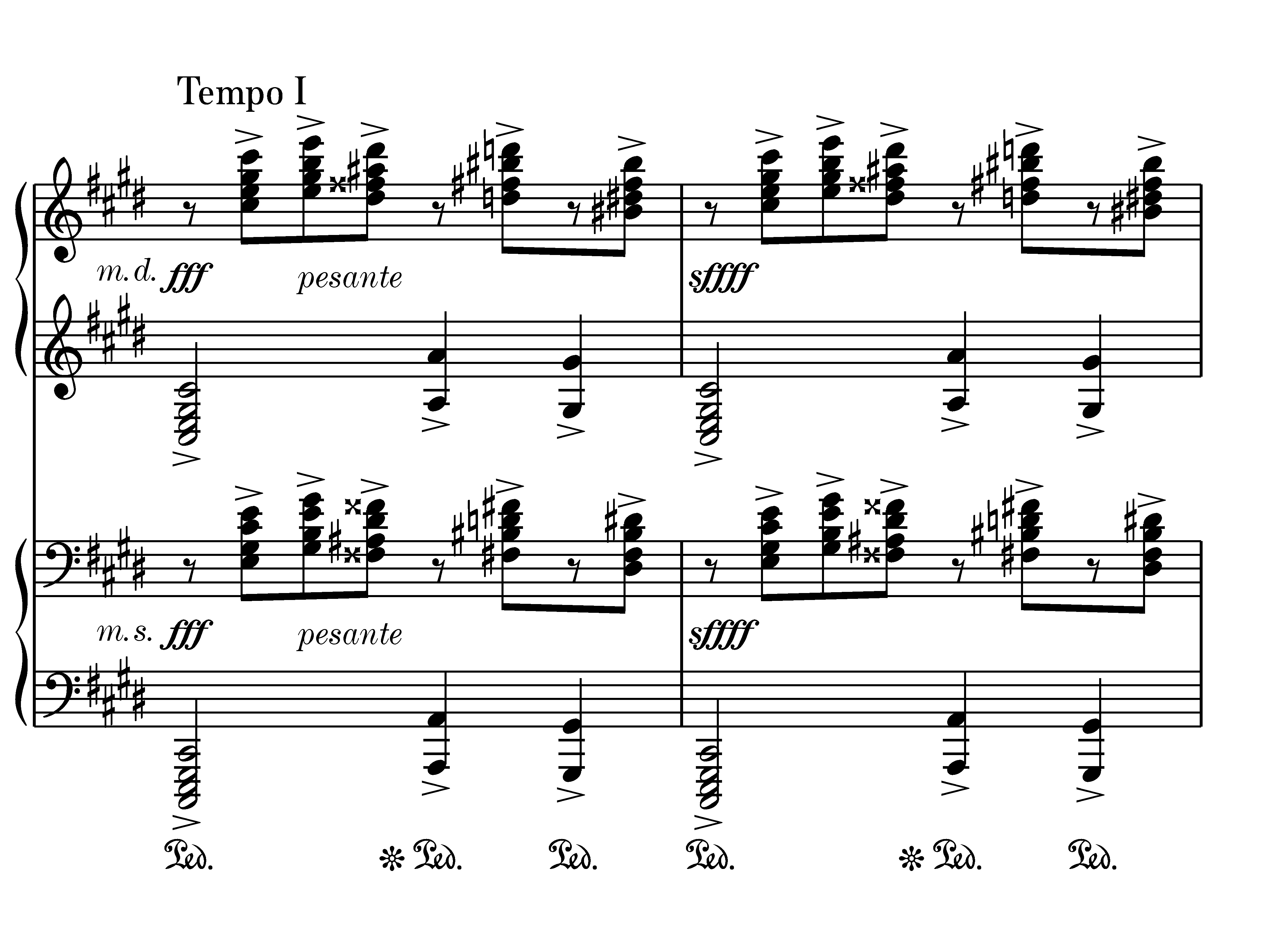
Amadeus
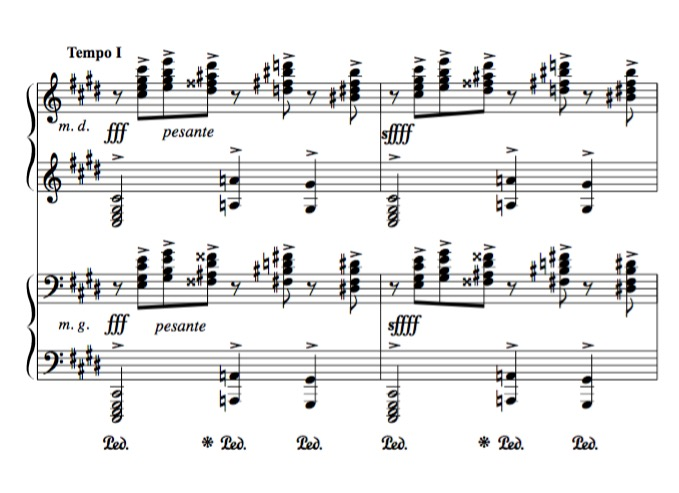
Logic Pro

Opmaak van vrije muzieknotatiesoftware
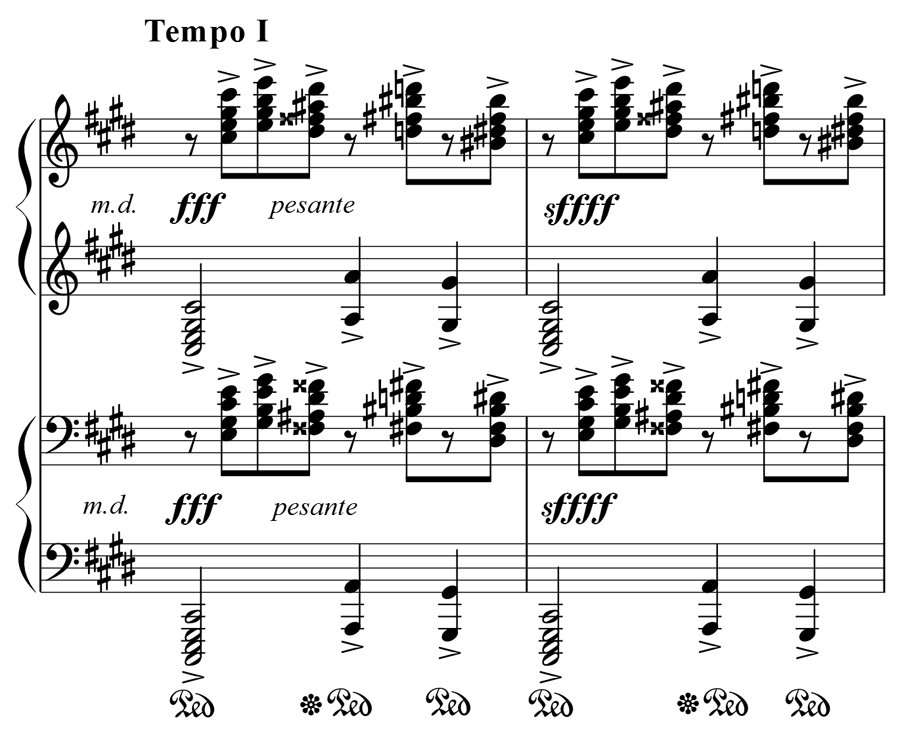
Musescore
LilyPond
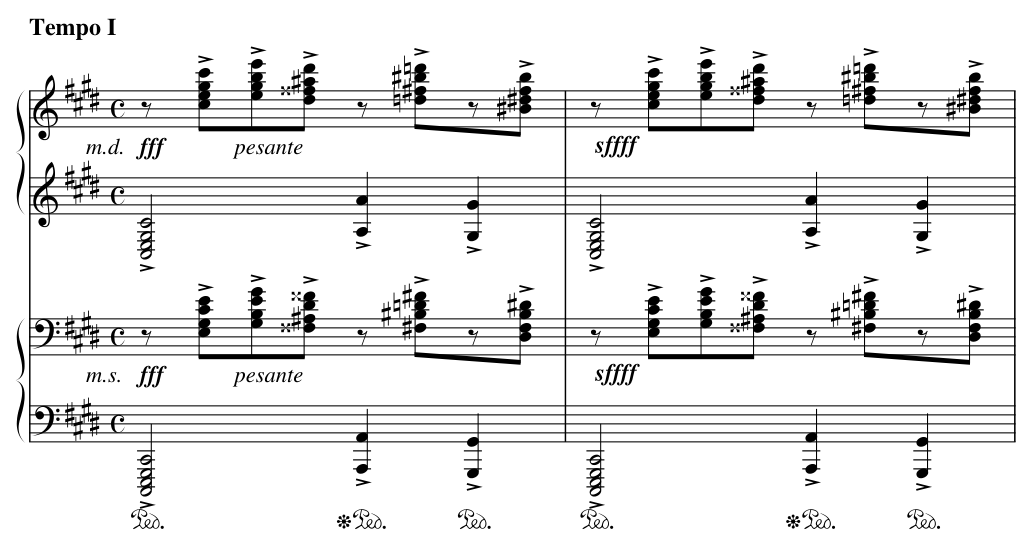
MC Musiceditor